# Merely Mrs. Stubbs
Merely Mrs. Stubbs è un film muto del 1917 scritto, diretto e interpretato da Henry Edwards

## Trama
Un'ereditiera, obbedendo alle volontà di un testamento, sposa uno strillone. Dopo la morte della madre di lui, una donna cieca, i due sposi si riconciliano e affrontano il loro futuro in comune.

## Produzione
Il film fu prodotto dalla Hepworth.

## Distribuzione
Distribuito dalla Butcher's Film Service, il film uscì nelle sale cinematografiche britanniche nel luglio 1917.
Si pensa che sia andato distrutto nel 1924 insieme a gran parte degli altri film della Hepworth. Il produttore, in gravissime difficoltà finanziarie, pensò in questo modo di poter almeno recuperare l'argento dal nitrato delle pellicole.